# Parque Central de Mataró
El parque Central es una zona ajardinada de la ciudad de Mataró, en la comarca del Maresme, provincia de Barcelona, Cataluña, España. 
Está protegido como bien de interés cultural. Fue inaugurado en el año 1893 en el marco de un proyecto recreativo de gran envergadura que incluía un parque de entretenimiento y un velódromo privado en el que en aquellos momentos estaban ubicados en las afueras de la ciudad. La zona ajardinada disponía de avenidas con árboles, un estanque, zona de patinaje, un café y la escultura (muy popular) de negrito. En el año 1894 se edificó una plaza de toros que tuvo poca duración.
Tiene especial relevancia la forma en que está cerrada por pilares cuadrados de obra vista y una piedra artificial. Encima de los pilares en la parte central, hay una cornisa que sirve para colocar la iluminación. Entre los pilares hay incrustadas unas rejas de hierro con motivos geométricos.